# Ољано
Ољано је насеље у Италији у округу Тревизо, региону Венето.
Према процени из 2011. у насељу је живело 347 становника. Насеље се налази на надморској висини од 147 м.